# Шпёрер, Густав Фридрих Вильгельм
Густав Фридрих Вильгельм Шпёрер (нем. Friederich Wilhelm Gustav Spörer; 1822—1895) — немецкий астроном.

## Биография
Родился 23 октября 1822 года в Берлине.
В 1833—1840 годах учился в гимназию Фридриха-Вильгельма в Берлине. В 1843 году окончил Берлинский университет, защитил диссертацию по комете 1723 года.
C 1844 года работал в Берлинской обсерватории, директором которой был Энке. После получения сертификата учителя («facultas docendi») работал учителем математики и естественных наук, сначала — в Быдгоще, а с 1849 года — в городской гимназии в Анкламе: с 1855 года — в качестве старшего преподавателя и с 1862 года — в качестве профессора. С 1860 года вёл астрономические наблюдения в Анкламе на Пороховой башне, в 1868 году получил телескоп в качестве подарка от наследного принца Фридриха Вильгельма.
В 1874 году возглавил Потсдамскую астрофизическую обсерваторию. В 1894 году вышел на пенсию.
Известен своими исследованиями солнечной активности и солнечных пятен, его труды часто упоминаются вместе с трудами Э. Маундера. Шпёрер был первым, кто отметил период низкой активности солнечных пятен в период с 1645 по 1715 (так называемый минимум Маундера). Установил, что в начале одиннадцатилетнего цикла солнечной активности большая часть пятен расположена на широтах от 20° до 30° (закон Шпёрера).
В 1882 году был избран членом Леопольдины.
Умер 7 июля 1895 года в Гисене.
В его честь Джоном А. Эдди в статье «The Maunder Minimum», опубликованной в журнале Science в 1976 году, был назван как минимум Шпёрера гипотетический 90-летний период низкой солнечной активности, примерно с 1460 по 1550 год.
В его честь также назван кратер на Луне.